# Benque Viejo del Carmen
Benque Viejo del Carmen (o Benque Viejo) es una ciudad del distrito de Cayo, Belice. En el censo realizado en 2000, su población era de 5.088 habitantes. A mediados de 2005, la población estimada de la ciudad era de 7200 habitantes. La mayoría de las personas que habitan en Benque Viejo del Carmen son mestizos, con una minoría de garífunas, criollos, y asiáticos. La feria patronal se celebra el 15 de julio en honor a la Virgen del Carmen, realizándose diversas actividades culturales y sociales.

## Historia

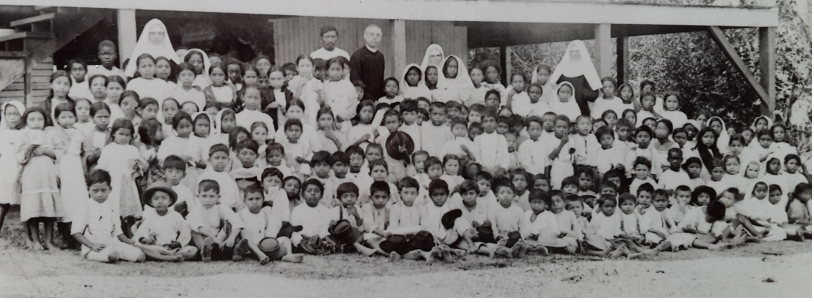
Benque Communion class with Pallottines & Fr. Versavel, c. 1920